# Выборы в Национальное Собрание Нагорно-Карабахской Республики (2005)
Выборы в национальное собрание непризнанной Нагорно-Карабахской Республики состоялись 19 июня 2005 года. На выборах две проправительственные партии, Демократическая партия Арцаха и Свободная Родина, получили большинство мест.

## Предыстория
Нагорно-Карабахская автономная область провозгласила свою независимость от Азербайджанской ССР в 1991 году. В результате Первой карабахской войны (1991-1994) самопровозглашённая Нагорно-Карабахская Республика (НКР) де-факто стала независимым государством. Однако Азербайджан до сих пор претендует на данную территорию.
Это четвертые парламентские выборы в НКР.

## Кампания
185 кандидатов от 7 партий, вместе с независимыми, участвовали в парламентских выборах. Они боролись за 33 места в Национальном собрании, 22 из них избирались от одномандатных округов  а 11 — на пропорциональной основе. .

## Результаты
| Участник                          | Одномандатные округа | Одномандатные округа | Одномандатные округа | Пропорционально | Общая мест | +/    |
| Участник                          | Голосов              | %                    | Мест                 | Голосов         | Общая мест | +/    |
| --------------------------------- | -------------------- | -------------------- | -------------------- | --------------- | ---------- | ----- |
| Свободная Родина                  | 11,258               | 18.48                | 7                    | 3               | 10         | Новый |
| Демократическая партия Арцаха     | 10,126               | 16.62                | 5                    | 5               | 10         | 0     |
| Армянская Революционная Федерация | 9,836                | 16.15                | 0                    | 3               | 3          | -6    |
| Движение 88                       | 737                  | 1.21                 | 0                    | 3               | 3          | -6    |
| Партия арменакан Арцаха           | 526                  | 0.86                 | 0                    | 0               | 0          | -1    |
| Армения Наш Дом                   | 311                  | 0.51                 | 0                    | 0               | 0          | Новый |
| Коммунистическая партия Арцаха    | 295                  | 0.48                 | 0                    | 0               | 0          | Новый |
| Партия Социальной Справедливости  | 27                   | 0.04                 | 0                    | 0               | 0          | Новый |
| Независимые                       | 27,797               | 45.63                | 10                   | –               | 10         | +8    |
| Недействительные/пустые голоса    | 3,928                | –                    | –                    | –               | –          |       |
| Источник: ЦИК                     |                      |                      |                      |                 |            |       |